# كريستوفر جيبسون
كريستوفر جيبسون (بالفنلندية: Christopher Gibson)‏ (و. 1992  م) هو لاعب هوكي الجليد، من فنلندا، يلعب كحارس مرمى ‏.

## روابط خارجية
- كريستوفر جيبسون على موقع دوري الهوكي الوطني (الإنجليزية)
- كريستوفر جيبسون على موقع EliteProspects.com (الإنجليزية)
- كريستوفر جيبسون على موقع Eurohockey.com (الإنجليزية)
- كريستوفر جيبسون على موقع HockeyDB.com (الإنجليزية)
- كريستوفر جيبسون على موقع Hockey-Reference.com (الإنجليزية)